# Marlos
Marlos Romero Bonfim (Oekraïens: Марлос Ромеро Бонфим) (São José dos Pinhais, 7 juni 1988) is een in Brazilië geboren, tot Oekraïner genaturaliseerde voetballer die bij voorkeur als vleugelspeler speelt. Marlos debuteerde in 2017 in het Oekraïens voetbalelftal.

## Clubcarrière
Marlos debuteerde in het eerste elftal van Coritiba FC, de club waar hij zijn jeugdopleiding genoot. In 2009 tekende de vleugelspeler bij São Paulo. Na twee seizoenen werd hij getransfereerd naar het Oekraïense Metalist Charkov. In twee seizoenen scoorde hij in totaal zeven doelpunten uit 45 competitiewedstrijden voor Metalist. In juli 2014 tekende hij een vijfjarig contract bij Sjachtar Donetsk. Op 22 juli 2014 debuteerde de Braziliaan voor zijn nieuwe club in de Oekraïense supercup tegen aartsrivaal Dynamo Kiev. Sjachtar Donetsk won de wedstrijd met 2–0. Marlos maakte in de extra tijd het tweede doelpunt, nadat hij eerder was ingevallen voor Taison. Op 30 november 2014 scoorde de vleugelspeler zijn eerste competitiedoelpunt voor Sjachtar Donetsk tegen Metaloerh Zaporizja. Eind 2021 liep zijn contract af. In februari 2022 ging hij voor Athletico Paranaense spelen.